# 8257 Andycheng
8257 Andycheng eller 1982 HO1 är en asteroid i huvudbältet som upptäcktes den 28 april 1982 av den amerikanske astronomen Edward L.G. Bowell vid Anderson Mesa Station. Den är uppkallad efter Andrew F. Cheng.
Asteroiden har en diameter på ungefär 4 kilometer.